# Siegfried Kleisinger
 Siegfried Kleisinger  (* 1. Februar 1944 in Uivar, Rumänien) ist ein ehemaliger Hochschullehrer und Fachgebietsleiter für Verfahrenstechnik für Intensivkulturen am Institut für Agrartechnik an der Universität Hohenheim von 1990 bis 2007. Während dieser zeit war er auch Studiendekan, Fakultätsvorstand und einige Jahre Vorsitzender Studienkommission der Universität.

## Leben und Wirken
Nach dem Abitur in Stuttgart 1968 studierte Kleisinger allgemeine Agrarwissenschaften mit der Fachrichtung Pflanzenproduktion und erwarb das Diplom 1972. Es folgte der Besuch der Research Association im Department of Agricultural Engineering an der Michigan State University, East Lansing, USA und die Promotion zum Dr. sc. agr., an der Universität Hohenheim 1978. Danach wurde er wissenschaftlicher Assistent am Institut für Landtechnik der Technische Universität München am Campus Freising-Weihenstephan. Im Jahr 1985 eröffnete er ein eigenes Ingenieurbüro für gartenbautechnische Entwicklung und Beratung in Vilshofen. Den Ruf als Professor für Verfahrenstechnik der Intensivkulturen an die Universität Hohenheim nahm Kleisinger im Jahr 1990 an und trat 2007 in den Ruhestand.

## Hauptforschungsgebiete
Umweltschonende Applikation von Pflanzenschutzmitteln; Physikalische Verfahren der Unkrautregulierung in Obstbau, Weinbau und Baumschulen; Wasseraufbereitung und Bewässerungsmanagement; Ernte und Aufbereitung von Frischmarktgemüse; Ergonomie und Arbeitssicherheit

## Mitgliedschaften
- Verein Deutscher Ingenieure, Beirat, Vorsitz im AK Arbeitswissenschaften im Landbau;
- Deutsche Phytomedizinische Gesellschaft Arbeitskreis Pflanzenschutztechnik;
- Commission Int. De l’Organisation Scientifique du Travail en Agriculture, Präsident 2004/2005;
- BBA Braunschweig, Fachbeirat für Geräteanerkennungsverfahren, Fachreferent für Anwendungstechnik;
- Wissenschaftlicher Beirat im Fachverband Deutsche Speisezwiebel e. V.

## Werke
- K.-H. Lühr, S. Kleisinger: Ein Prüfverfahren für Bodenfeuchtsensoren. In: Gartenbauwissenschaft. Band 63, 1998, S. 245–249.
- W. Kurfess, S. Kleisinger: Wirkung von Heisswasser auf Unkrautpflanzen. In: Zeitschrift für Pflanzenkrankheiten und Pflanzenschutz. Sonderheft XVII, 2000, S. 473–477.
- Z. B. Czaczyk, H. Kramer, S. Kleisinger: Influence of wear on spray quality of flat fan nozzles. In: Parasitica. Band 57, 2001, S. 69–73.
- J. Morhard, S. Kleisinger: Short-term effects of deep tine cultivation on soil oxygen penetration resistance and turf quality of two soccer fields. In: Acta Hort. Band 661, 2004, S. 343–347.
- S. Kleisinger: Technik im Zwiebelanbau. In: Fachverband Deutsche Speisezwiebel e. V.: Zwiebelanbau – Handbuch für Praxis und Wissenschaft. Bergen/Dumme 2005, ISBN 3-86037-247-5, S. 183–197.